# Hồ Quý Ly
Hồ Quý Ly (chữ Hán: 胡季犛; 1336 – 1407), tên chữ Nhất Nguyên (一元), là vị hoàng đế đầu tiên của nhà nước Đại Ngu trong lịch sử Việt Nam. Ông ở ngôi vị Hoàng đế từ năm 1400 đến năm 1401 tự xưng là Quốc Tổ Chương Hoàng (國祖章皇), sau đó giữ ngôi Thái thượng hoàng từ năm 1401 đến năm 1407.
Hồ Quý Ly được xem là một nhà cải cách trong lịch sử Việt Nam và cũng là một nhân vật gây tranh cãi với những luồng ý kiến khen chê khác nhau. Các sử gia hiện đại đánh giá ông là người có đầu óc mạnh dạn, muốn xoay chuyển thời thế, nhưng khi thực hiện lại mắc nhiều sai lầm, làm mất lòng dân dẫn đến hoạ mất nước. Hồ Quý Ly để lại bài học cho lịch sử nhiều hơn là cái ông làm cho lịch sử.
Thời niên thiếu, Hồ Quý Ly theo học võ, gia nhập chốn quan trường triều Trần sau khi đỗ thi Hương, khoa Hoành từ. Hồ Quý Ly có hai người cô ruột là vợ của vua Trần Minh Tông, một người sinh ra vua Trần Nghệ Tông còn người kia sinh ra Trần Duệ Tông, do đó ông được sự tín nhiệm khi Trần Nghệ Tông lên làm vua. Năm 1372, ông được phong làm Tham mưu quân sự. Năm 1377, vua Trần Duệ Tông đánh Chiêm Thành bị tử trận, Hồ Quý Ly kinh hãi, bỏ chạy về trước, nhưng vẫn được tha tội. Năm 1380, Hồ Quý Ly làm Thống lĩnh quân Đại Việt để chống lại các đợt tấn công của Chiêm Thành. Năm 1387, ông được phong làm Tể tướng. Từ đó, ông có quyền lực gần như tuyệt đối trong triều, các tông tộc, quan lại trung thành với họ Trần đã có 2 lần chính biến nhằm lật đổ sự thống trị của Quý Ly nhưng ông đều giành chiến thắng và đã có nhiều người bị hành quyết sau đó.
Năm 1400, Hồ Quý Ly chiếm ngôi nhà Trần, đặt quốc hiệu là Đại Ngu, chưa được 1 năm trao ngôi cho con và làm Thái thượng hoàng nhưng vẫn nắm đại quyền. Hồ Quý Ly đã đề ra những cải cách về hành chính, giáo dục khoa cử, kinh tế, quân sự, trong đó bao gồm việc phát hành tiền giấy và đã chuyển kinh đô từ Thăng Long về Thanh Hóa. Nhưng các cải cách đó phần lớn là thất bại, khiến nhà Hồ mất sự ủng hộ của người dân.
Vế đối ngoại, mười tháng sau khi lên ngôi, ông đã phát binh thảo phạt Chiêm Thành, qua hai lần phát binh, chiếm được hai châu Đại Chiêm và Cổ Lũy (1402). Năm sau (1403), ông còn cho đại quân bao vây Đồ Bàn nhưng không thắng. Đến năm 1406, nhà Minh đưa quân xâm lược Đại Ngu. Do không được lòng dân, binh sỹ bất mãn nên quân nhà Hồ thất bại nhanh chóng, lui dần về phía nam và thất bại toàn cục năm 1407 khi cha con Hồ Quý Ly đều bị quân Minh bắt và giải về Trung Quốc.

#### Dời đô về Thanh Hóa

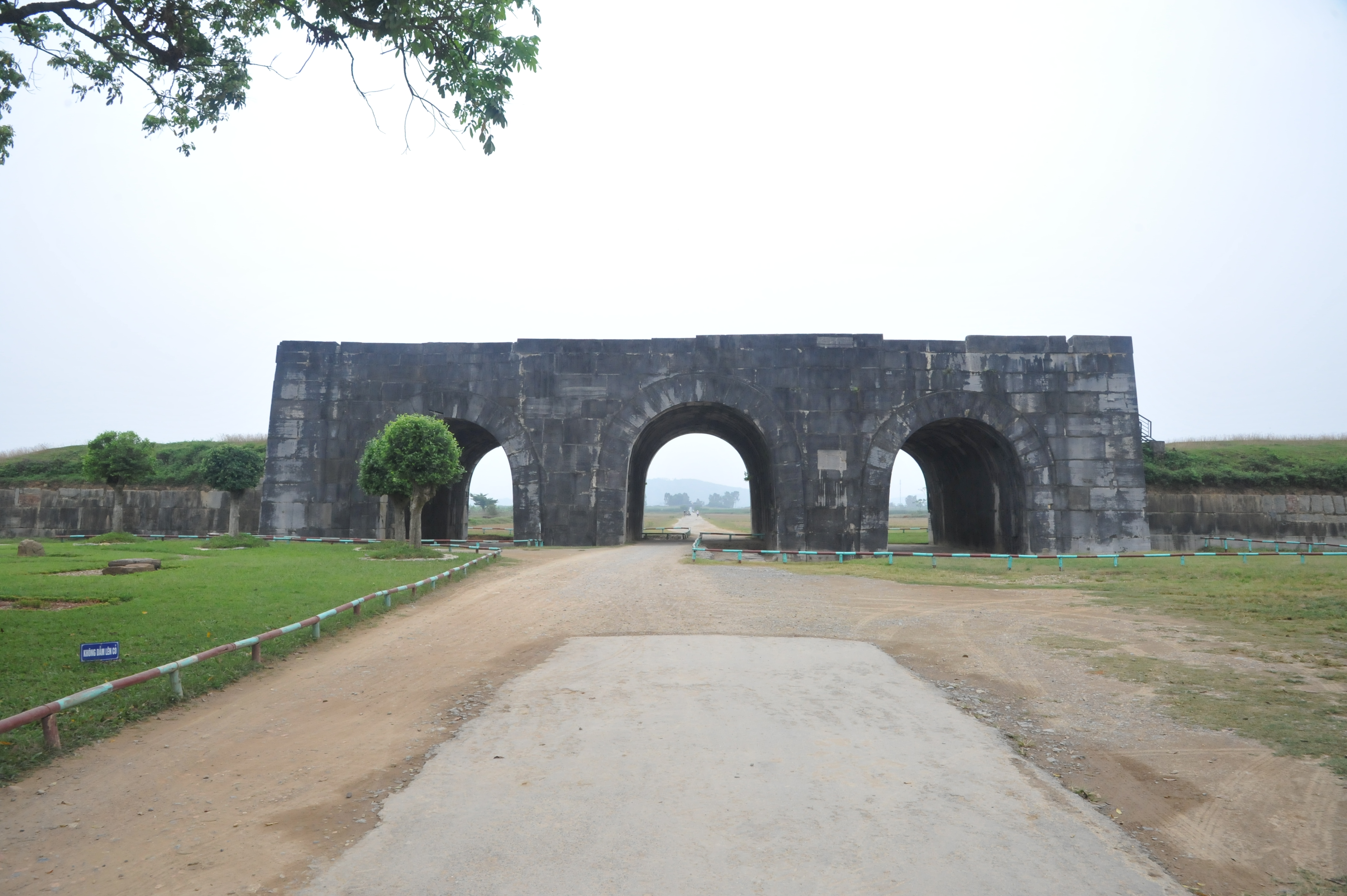
Cổng Nam Thành nhà Hồ, thuộc xã Vĩnh Long, huyện Vĩnh Lộc, tỉnh Thanh Hóa.

### Chính sách cai trị

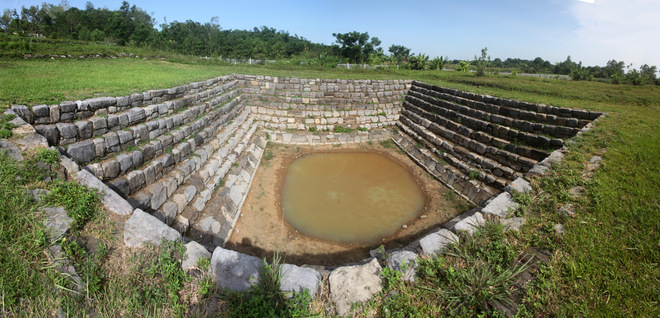
Giếng Vua, di tích đàn Giao ở Thanh Hóa, nơi nhà Hồ thực hiện lễ Tế Giao, nghi lễ chỉ dùng cho Thiên tử.

#### Phát hành tiền giấy

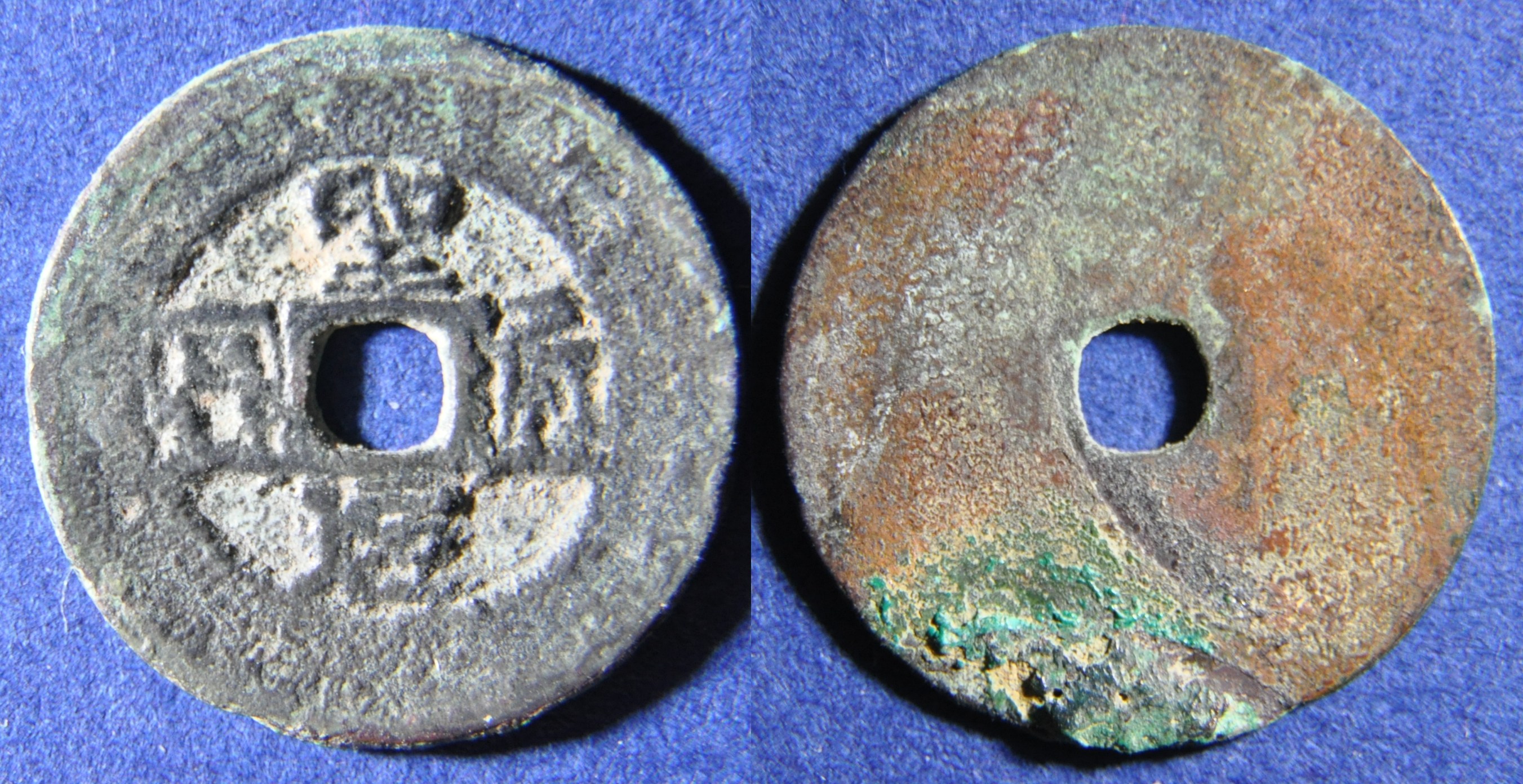
Tiền Thánh Nguyên Thông bảo đời Hồ Quý Ly.

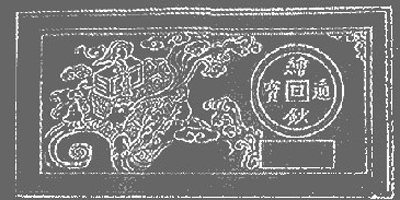
Bản vẽ tiền Thông bảo hội sao.